# Marcilly-sur-Seine
Marcilly-sur-Seine ist eine französische Gemeinde mit 627 Einwohnern (Stand 1. Januar 2022) im Département Marne in der Region Grand Est (vor 2016 Champagne-Ardenne). Sie gehört zum Kanton Vertus-Plaine Champenoise und zum Arrondissement Épernay.

## Geografie
Marcilly-sur-Seine liegt etwa 39 Kilometer nordwestlich von Troyes an der Mündung der Aube in die Seine. Im östlichen Gemeindegebiet mündet der Canal de la Haute-Seine in die Aube. Umgeben wird Marcilly-sur-Seine von den Nachbargemeinden Villiers-aux-Corneilles im Norden und Nordwesten, Saron-sur-Aube im Norden und Osten, Saint-Just-Sauvage im Osten und Südosten, Romilly-sur-Seine im Süden sowie Conflans-sur-Seine im Westen.

### Bevölkerungsentwicklung
| Jahr                       | 1962 | 1968 | 1975 | 1982 | 1990 | 1999 | 2006 | 2011 | 2018 |
| -------------------------- | ---- | ---- | ---- | ---- | ---- | ---- | ---- | ---- | ---- |
| Einwohner                  | 592  | 560  | 635  | 697  | 703  | 650  | 669  | 627  | 633  |
| Quellen: Cassini und INSEE |      |      |      |      |      |      |      |      |      |

## Sehenswürdigkeiten

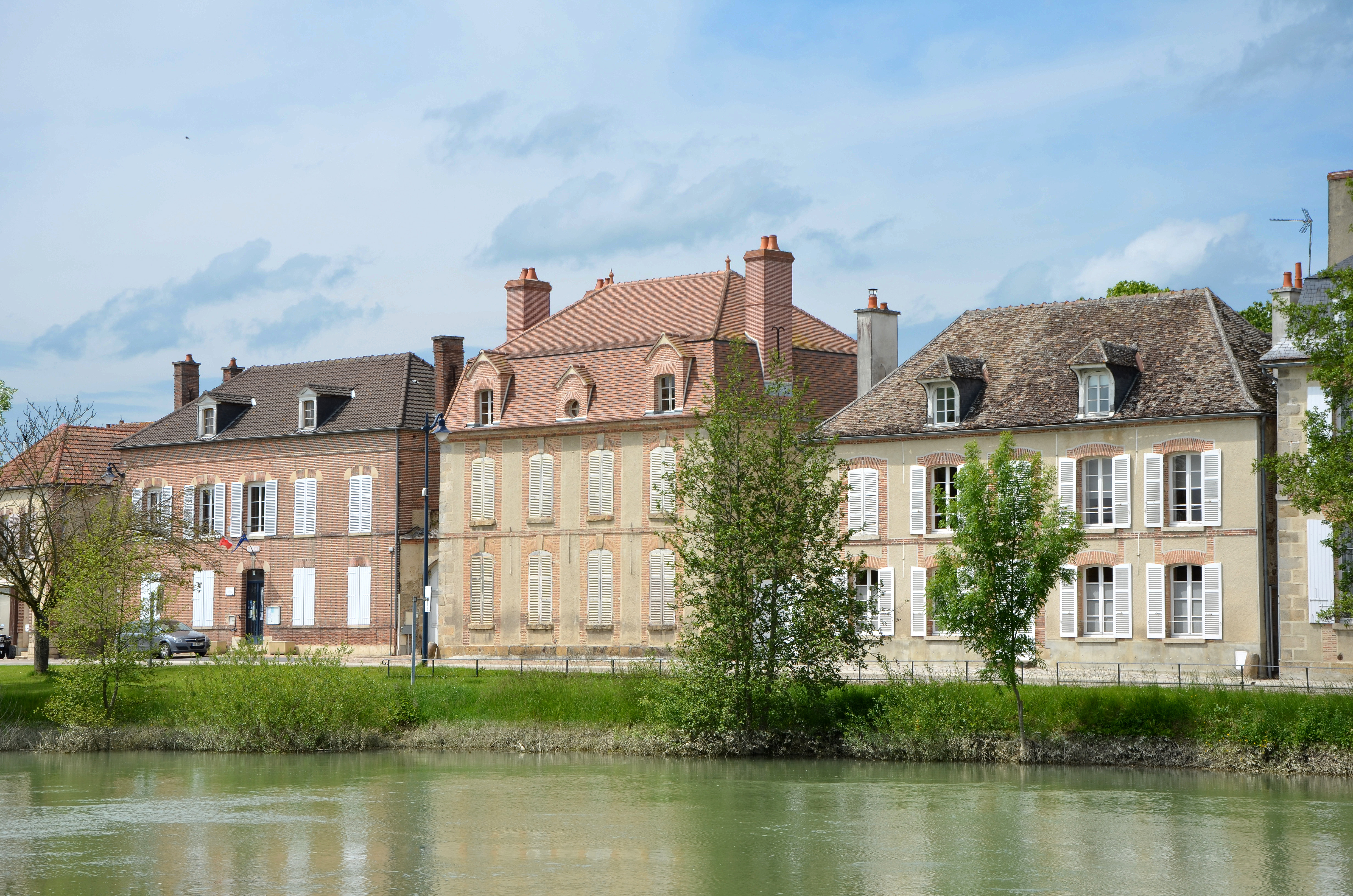
Häuserzeile am Seineufer

- Kirche Saint-Ferréol
- Schloss Barbanthall
- Burgruine Les Galliffet